# Вассерфаль
«Вассерфаль» (нем. Wasserfall — «Водопад») — первая в мире зенитная управляемая ракета (ЗУР), создана в 1943—1945 гг. в Германии.
«Вассерфаль» представляла собой зенитную управляемую ракету класса «земля-воздух».
Реактивный двигатель работал на топливе, вытесняемом из баков сжатым азотом. Ракета стартовала вертикально вверх со специального пускового станка, аналогичного «Фау-2», после чего наводилась на цель оператором с помощью радиокоманд.
Длина ракеты — 7,65 м, общая масса — менее 4 т, масса боевой части 90 кг. Ракета была способна поражать цели на высоте 18—20 км и могла быть развёрнута для боевого дежурства.
Разработка ракеты была успешно завершена, но производство этих ракет в Германии не было начато ввиду окончания войны ().

## История
Проработка концепции ЗУР «Вассерфаль» начата[кем?] в 1941 году. Проектные требования к ракете выпущены 2 ноября 1942 года. Первые модельные испытания ракеты происходили в марте 1943 года и продолжалась вплоть до 26 февраля 1945 года. Разработка ракеты последовательных модификаций W1, W5, W10 осуществлялась ВВС Германии в Пенемюнде под управлением Вальтера Дорнбергера.
В 1943 году была проработана конструкция ЗУР и двигательной установки, однако работы задерживались из-за отсутствия надёжной системы наведения.
В марте 1945 года прошли испытания ракеты, на которых «Вассерфаль» достигла скорости 780 м/с и высоты 16 км. «Вассерфаль» достаточно успешно прошла испытания и могла принять участие в отражении налётов союзной авиации.

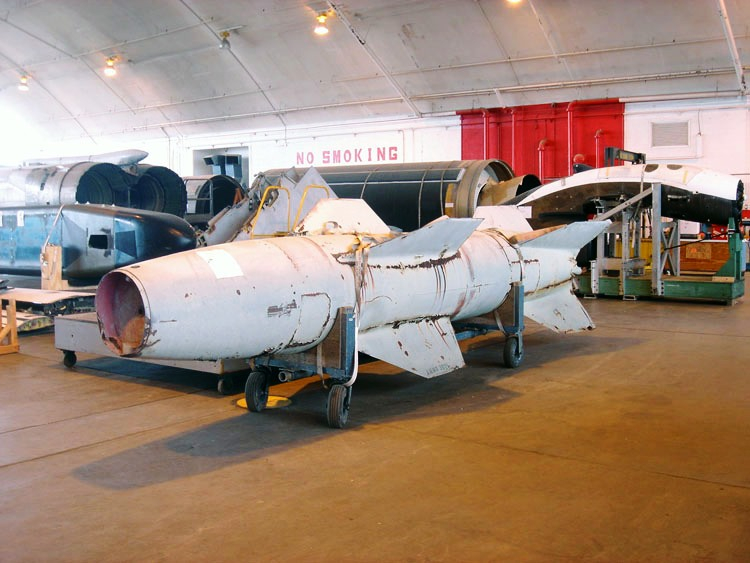
ЗУР «Вассерфаль» со снятым головным обтекателем в Национальном музее ВВС США

К марту 1945 года ЗУР «Вассерфаль» была готова к серийному производству и готовилось развёртывание на боевых позициях. Планы немецкого командования предусматривали первоначально разместить около 200 батарей «Вассерфаль» для защиты городов с населением более 100 тыс. человек, расположив их в три линии на расстоянии около 80 км друг от друга. Затем количество батарей предполагалось увеличить до 300, с тем чтобы защищать уже всю территорию Германии от налётов вражеской авиации. Но этим планам не было суждено сбыться — уже не было заводов, где можно было развернуть массовое производство ракет и ракетного топлива — нацистская Германия была повержена, до её капитуляции оставалось полтора месяца.

Позже министр вооружения нацистской Германии, Альберт Шпеер, в своих воспоминаниях по поводу этого проекта писал:

ФАУ-2… Нелепая затея… Я не только согласился с этим решением Гитлера, но и поддержал его, совершив одну из серьёзнейших своих ошибок. Гораздо продуктивнее было бы сосредоточить наши усилия на производстве оборонительных ракет «земля-воздух». Такая ракета была разработана ещё в 1942 году под кодовым именем «Вассерфаль» («Водопад»).
Поскольку мы впоследствии выпускали по девятьсот больших наступательных ракет каждый месяц, то вполне могли бы производить ежемесячно несколько тысяч этих меньших по размерам и стоимости ракет. Я и сейчас думаю, что с помощью этих ракет в сочетании с реактивными истребителями мы с весны 1944 года успешно защищали бы нашу промышленность от вражеских бомбардировок, но Гитлер, одержимый жаждой мести, решил использовать новые ракеты для обстрела Англии.
— Альберт Шпеер. «Третий рейх изнутри. Воспоминания рейхсминистра военной промышленности»
Послевоенные сообщения о том, что ракета «Вассерфаль» применялась в боевой обстановке, были ошибочными. Найденные протоколы 40 экспериментальных пусков говорят о том, что лишь в 14 случаях пуски ракет были «вполне успешными».

### Последующие разработки

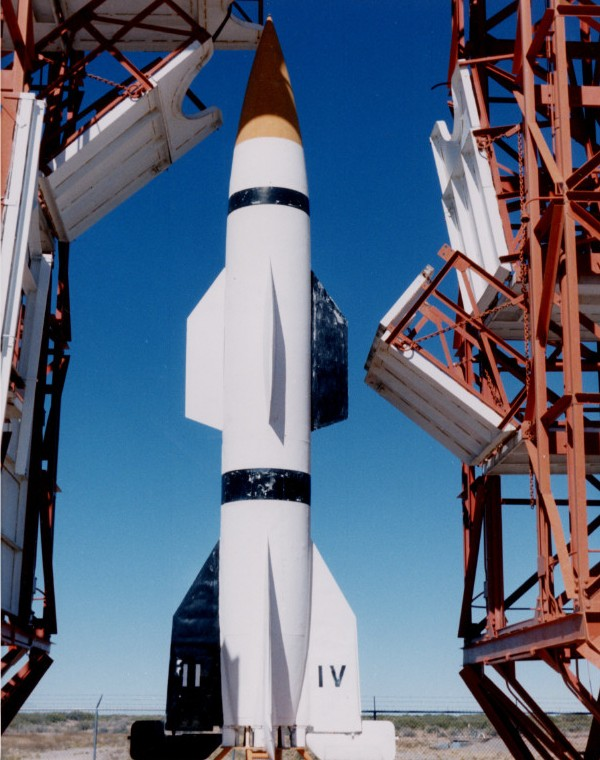
Американская копия ракеты «Вассерфаль», A-1 Hermes

После капитуляции Германии СССР и США вывезли несколько образцов зенитных ракет, а также ценную техническую документацию.
В Советском Союзе трофейная ракета «Вассерфаль» была воспроизведена и после некоторой доработки получила индекс Р-101. Запуски советских копий «Вассерфаль» и других точных копий немецких ракет велись там же, в Пенемюнде, как минимум до 1952 года (поскольку там уже имелась развитая инфраструктура для испытаний ракет), для этих целей в Пенемюнде передислоцировали советский истребительный авиаполк усиленного состава и несколько батальонов охраны для предотвращения проникновения туда посторонних. После серий испытаний, которые выявили недостатки ручной (командной) системы наведения, было принято решение о прекращении модернизации трофейной ракеты. Однако опыт, полученный при испытаниях воспроизведённой в СССР ракеты «Вассерфаль», послужил основой при создании оперативно-тактических ракет Р-11, Р-11ФМ
Американские конструкторы сочли ракету «Вассерфаль» наиболее интересным образцом трофейного германского вооружения. В 1946—1953 годах ракета была включена в программу «Hermes», став в итоге её основой. На базе «Вассерфаль» была разработана серия ракет, но ни одна из них не была принята на вооружение. В итоге, к началу 1950-х годов стало ясно, что уровень американского ракетостроения уже превзошёл немецкий, и дальнейшие работы над трофейными ракетами были остановлены (хотя PGM-11 Redstone изначально разрабатывалась как Hermes С, в итоге проект был перезапущен независимо).
С 1943 по 1945 год немецкие конструкторы разработали и испытали ещё четыре модели управляемых ракет: Hs-117 Schmetterling, Enzian, Feuerlilie, Rheintochter. Многие технические и инновационно-технологические решения, найденные немецкими конструкторами, были воплощены в послевоенных разработках в США, СССР и других странах на протяжении последующих двадцати лет.

## Описание конструкции
Внешне ракета представляла собой уменьшенную вдвое баллистическую ракету A-4 «Фау-2», с несущей обшивкой на каркасе.
Так как зенитные ракеты должны в течение продолжительного времени сохраняться в заправленном состоянии, а жидкий кислород для этого непригоден, то двигатель ракеты «Вассерфаль» работал на топливной смеси, компоненты которой назывались «зальбай» и «визоль». «Зальбай» представлял собой буродымную азотную кислоту, используемую в качестве окислителя. «Визоль» же служил горючим; будучи изобутилвиниловым эфиром, он относился к разработанной немцами группе ракетных горючих с виниловым основанием.
Ракета «Вассерфаль» состояла из следующих частей. В носовой части помещался радиовзрыватель, срабатывавший по радиосигналу, передаваемому с земли; позднее он был заменён дистанционным взрывателем. Далее располагалась осколочно-фугасная боевая часть с готовыми осколками, снаряжение — аммотол. Верхний отсек диаметром 914 миллиметров представлял собой сферический баллон со сжатым воздухом, которым приводились в действие регулировочные механизмы — сервомоторы. Непосредственно под этим баллоном помещался отсек с клапанами, а далее — бак с «визолем», бак с «сальбаем» и, наконец, двигательный отсек, в котором находились двигатель и вспомогательные устройства. Стабилизаторы и газовые рули монтировались на двигательном отсеке, а к внешней оболочке ракеты на уровне топливных баков крепились четыре крыла.
На начальном этапе полёта ракета управлялась газовыми рулями, которые сбрасывались после набора скорости, достаточной для действия воздушных рулей.
Боевая часть ракеты содержала 100 кг конденсированного (твёрдого) взрывчатого вещества и 206 кг жидкого взрывчатого вещества (вероятно, смеси Шпренгеля, готовящейся на основе SV-Stoff). Дополнительным источником поражения служил сферический баллон диаметром 0,8 м со сжатым азотом наддува топливных баков.
В стадии испытаний находились магнитный неконтактный взрыватель, инфракрасные датчики и акустические головки самонаведения.

### Управление
Существовало несколько алгоритмов и соответствующего технического оснащения наведения ракеты на цель.
По одному варианту бортовой транспондер ракеты передавал радиосигнал на устройство определения координат «Rheinland», которое определяло азимут и угол прицеливания. После этого информация передавалась в вычислитель, где она сравнивалась с данными координат ракеты по наземному радару (РЛС). Рассчитанная поправка на управляющие органы ракеты передавалась на борт ракеты радиосигналом. Принятые ракетой радиосигналы дешифровывались, усиливались и передавались на исполнительные механизмы (рулевые машинки фирмы «Аскания»), которые управляли воздушными рулями ракеты.
Таким образом, это была первая в мире система наведения ракеты по лучу радара.
По другому варианту управление ракетой осуществлялось при помощи впервые разработанной в Германии радиолокационной системы наведения с использованием двух РЛС. Одна РЛС следила за целью, вторая отслеживала саму ракету. Отметки на экране электронно-лучевой трубки от цели и ракеты оператор совмещал вручную при помощи ручки управления («кнюппеля» — первого в мире джойстика). Сигналы от «кнюппеля» поступали в счётно-решающие устройства фирмы «Сименс» (прототип первых ЭВМ, в которых использовались не только электронные, но и электромеханические и даже механические компоненты). Команды от машины «Сименс» поступали по радиоканалу на борт ракеты, где рулевые машинки управляли воздушными рулями ракеты.
По третьему варианту управление ракетой осуществлялось упрощённым способом при помощи наведения ракеты оператором на цель при помощи «кнюппеля» чисто визуально. Такой вид управления был отработан ещё при испытаниях баллистической ракеты «Фау-2» в качестве дублирования автоматического управления при отказах.
В результате экспериментов конструкторы «Вассерфаля» остановили свой выбор на двухлокаторной системе наведения. Первый радар отмечал самолёт противника, второй зенитную ракету. Оператор наведения видел на дисплее две отметки, которые стремился совместить с помощью ручек управления. Команды обрабатывались, и по радиоканалу передавались на ракету. Приёмник команд «Вассерфаль», получив команду, через сервоприводы управлял рулями — и ракета корректировала курс.

## Задействованные структуры
- Heeresversuchsanstalt (HVA) Peenemünde (головное учреждение — исполнитель опытно-конструкторских работ);
- Siemens & Halske AG (компоновочная схема, силовая установка, система наведения, бортовое оборудование и боевая часть);[5]
- Accumulatoren-Fabrik AFA (аккумуляторные батареи) — в период с января по март 1945 г. изготовлено свыше 500 свинцово-цинковых аккумуляторных батарей на основе диоксида свинца;[6]
- Rheinmetall-Borsig AG (взрыватель).[7]

## Основные технические характеристики
W-1
- Длина ракеты — 7,45 м.
- Размах стабилизаторов — 2,88 м.
- Диаметр корпуса — 0,86 м.
- Взлётный вес — 3500 кг.
- Скорость — 770 м/c.

W-5
- Длина ракеты — 7,77 м.
- Размах стабилизаторов — 1,94 м.
- Диаметр корпуса — 0,86 м.
- Взлётный вес — 3810 кг.
- Потолок — 18 300 м.
- Дальность — 26,4 км.
- Скорость — 760 м/c.

W-10
- Длина ракеты — 6,13 м.
- Размах стабилизаторов — 1,58 м.
- Диаметр корпуса — 0,72 м.
- Взлётный вес — 3500 кг.
- Скорость — 793 м/c.

## Сравнительная характеристика
| Основные сведения и технические характеристики иностранных ракет с жидкостными ракетными двигателями | Основные сведения и технические характеристики иностранных ракет с жидкостными ракетными двигателями | Основные сведения и технические характеристики иностранных ракет с жидкостными ракетными двигателями | Основные сведения и технические характеристики иностранных ракет с жидкостными ракетными двигателями | Основные сведения и технические характеристики иностранных ракет с жидкостными ракетными двигателями | Основные сведения и технические характеристики иностранных ракет с жидкостными ракетными двигателями | Основные сведения и технические характеристики иностранных ракет с жидкостными ракетными двигателями | Основные сведения и технические характеристики иностранных ракет с жидкостными ракетными двигателями | Основные сведения и технические характеристики иностранных ракет с жидкостными ракетными двигателями | Основные сведения и технические характеристики иностранных ракет с жидкостными ракетными двигателями | Основные сведения и технические характеристики иностранных ракет с жидкостными ракетными двигателями | Основные сведения и технические характеристики иностранных ракет с жидкостными ракетными двигателями | Основные сведения и технические характеристики иностранных ракет с жидкостными ракетными двигателями | Основные сведения и технические характеристики иностранных ракет с жидкостными ракетными двигателями | Основные сведения и технические характеристики иностранных ракет с жидкостными ракетными двигателями | Основные сведения и технические характеристики иностранных ракет с жидкостными ракетными двигателями | Основные сведения и технические характеристики иностранных ракет с жидкостными ракетными двигателями | Основные сведения и технические характеристики иностранных ракет с жидкостными ракетными двигателями |
| Наименование ракеты и страна производства | Наименование ракеты и страна производства                                                            | Наименование ракеты и страна производства                                                            | Наименование ракеты и страна производства                                                            | Двигатель                                                                                            | Двигатель                                                                                            | Двигатель                                                                                            | Двигатель                                                                                            | Массо-габаритные характеристики                                                                      | Массо-габаритные характеристики                                                                      | Массо-габаритные характеристики                                                                      | Массо-габаритные характеристики                                                                      | Массо-габаритные характеристики                                                                      | Лётно-технические характеристики                                                                     | Лётно-технические характеристики                                                                     | Лётно-технические характеристики                                                                     | Другое                                                                                               | Другое                                                                                               |
| Оригинал | Русское                                                                                              | Страна                                                                                               | Ступени                                                                                              | Топливо                                                                                              | Система подачи                                                                                       | Тяга на земле, кгc                                                                                   | Время работы, с                                                                                      | Длина, м                                                                                             | Диаметр, м                                                                                           | Полная масса, кг                                                                                     | Масса топлива, кг                                                                                    | Масса полезной нагрузки, кг                                                                          | Скорость макс., м/с                                                                                  | Высота макс. или по траектории, км                                                                   | Дальность, км                                                                                        | Серийное производство                                                                                | Примечание                                                                                           |
| Дальние ракеты типа «земля — земля» | Дальние ракеты типа «земля — земля»                                                                  | Дальние ракеты типа «земля — земля»                                                                  | Дальние ракеты типа «земля — земля»                                                                  | Дальние ракеты типа «земля — земля»                                                                  | Дальние ракеты типа «земля — земля»                                                                  | Дальние ракеты типа «земля — земля»                                                                  | Дальние ракеты типа «земля — земля»                                                                  | Дальние ракеты типа «земля — земля»                                                                  | Дальние ракеты типа «земля — земля»                                                                  | Дальние ракеты типа «земля — земля»                                                                  | Дальние ракеты типа «земля — земля»                                                                  | Дальние ракеты типа «земля — земля»                                                                  | Дальние ракеты типа «земля — земля»                                                                  | Дальние ракеты типа «земля — земля»                                                                  | Дальние ракеты типа «земля — земля»                                                                  | Дальние ракеты типа «земля — земля»                                                                  | Дальние ракеты типа «земля — земля»                                                                  |
| --- | --- | --- | --- | --- | --- | --- | --- | --- | --- | --- | --- | --- | --- | --- | --- | --- | --- |
| V-2 (A-4) | «Фау-2»                                                                                              | Красный флаг, в центре которого находится белый круг с чёрной свастикой                              | | Жидкий кислород + 75% этиловый спирт                                                                 | Насосная                                                                                             | 25000                                                                                                | 65                                                                                                   | 14                                                                                                   | 1,65                                                                                                 | 3000                                                                                                 | 9000                                                                                                 | 1000                                                                                                 | 1500                                                                                                 | 80                                                                                                   | до 300                                                                                               | Да                                                                                                   | Устарелая конструкция. Послужила прототипом многих ракет                                             |
| WAC Corporal | «Корпорэл»                                                                                           | Флаг США                                                                                             | | Азотная кислота + анилин                                                                             | Вытеснительная                                                                                       | 9070                                                                                                 | — | 12,2                                                                                                 | 0,762                                                                                                | 5440                                                                                                 | — | 600 ÷ 800                                                                                            | 1000 ÷ 14501                                                                                         | 80                                                                                                   | 120 ÷ 240                                                                                            | Да                                                                                                   | Разбег дальностей и скоростей достигается за счёт установки боевой части различного веса             |
| PGM-11 Redstone | «Редстоун»                                                                                           | Флаг США                                                                                             | | Жидкий кислород + спирт                                                                              | Насосная                                                                                             | 31880                                                                                                | — | 18,3                                                                                                 | 1,52                                                                                                 | 20000                                                                                                | — | — | 1800                                                                                                 | — | 320(800)                                                                                             | Да                                                                                                   | Стала прототипом для разработки ракет с дальностью до 2400 км                                        |
| SM-65 Atlas | «Атлас»                                                                                              | Флаг США                                                                                             | Первая ступень                                                                                       | Жидкий кислород + диметил-гидразин                                                                   | Насосная                                                                                             | 2×45360 (2×54000)                                                                                    | — | — | — | 100000 ÷ 110000                                                                                      | — | — | 6700                                                                                                 | 1280                                                                                                 | 8000                                                                                                 | Да                                                                                                   | При старте работают все три двигателя                                                                |
| SM-65 Atlas | «Атлас»                                                                                              | Флаг США                                                                                             | Вторая ступень                                                                                       | Жидкий кислород                                                                                      | — | 61000                                                                                                | — | 24 ÷ 30                                                                                              | 2,4 ÷ 3                                                                                              | 225000                                                                                               | — | | | | | Да                                                                                                   | При старте работают все три двигателя                                                                |
| Ракеты для исследования верхних слоёв атмосферы | | | | | | | | | | | | | | | | | |
| General Electric RTV-G-4 Bumper | «Бампер»                                                                                             | Флаг США                                                                                             | Первая ступень типа А-4                                                                              | | | (см. данные ракеты А-4)                                                                              | (см. данные ракеты А-4)                                                                              | (см. данные ракеты А-4)                                                                              | (см. данные ракеты А-4)                                                                              | (см. данные ракеты А-4)                                                                              | (см. данные ракеты А-4)                                                                              | 26 кг (вес приборов)                                                                                 | 3000                                                                                                 | 420                                                                                                  | — | Изготовлено несколько экземпляров ↓                                                                  | Использовалась для исследовательских целей                                                           |
| General Electric RTV-G-4 Bumper | «Бампер»                                                                                             | Флаг США                                                                                             | Вторая ступень WAC Corporal                                                                          | Азотная кислота + анилин                                                                             | Вытеснительная                                                                                       | 680                                                                                                  | 45                                                                                                   | 5,8                                                                                                  | 0,3                                                                                                  | 300                                                                                                  | — | 26 кг (вес приборов)                                                                                 | | | | Изготовлено несколько экземпляров ↓                                                                  | Использовалась для исследовательских целей                                                           |
| RTV-N-12 Viking | «Викинг»                                                                                             | Флаг США                                                                                             | № 11                                                                                                 | Жидкий кислород + спирт                                                                              | Насосная                                                                                             | 9070                                                                                                 | — | 12,7                                                                                                 | 1,2                                                                                                  | 7500                                                                                                 | — | 320                                                                                                  | 1920                                                                                                 | 254                                                                                                  | — | Выпущено 12 шт. в различных вариантах                                                                | Специальная исследовательская ракета. Имеет отделяющуюся головку                                     |
| RTV-N-12 Viking | «Викинг»                                                                                             | Флаг США                                                                                             | № 12                                                                                                 | Жидкий кислород + спирт                                                                              | Насосная                                                                                             | 9225                                                                                                 | 105                                                                                                  | 12,7                                                                                                 | 1,14                                                                                                 | 6800                                                                                                 | 2950 ÷ 2500                                                                                          | 450                                                                                                  | 1800                                                                                                 | 232                                                                                                  | — | Выпущено 12 шт. в различных вариантах                                                                | Специальная исследовательская ракета. Имеет отделяющуюся головку                                     |
| Aerobee | «Аэроби»                                                                                             | Флаг США                                                                                             | Первая ступень                                                                                       | Порох                                                                                                | — | — | 2,5                                                                                                  | 1,9                                                                                                  | — | 265                                                                                                  | 117                                                                                                  | 68,4                                                                                                 | 1380                                                                                                 | 100 ÷ 145                                                                                            | — | Выпущено около 100 шт. различных вариантов                                                           | |
| Aerobee | «Аэроби»                                                                                             | Флаг США                                                                                             | Вторая ступень                                                                                       | Азотная кислота + анилин                                                                             | Баллонная                                                                                            | 1140                                                                                                 | 45                                                                                                   | 6,1                                                                                                  | 0,38                                                                                                 | 485                                                                                                  | 283                                                                                                  | 68,4                                                                                                 | 1380                                                                                                 | 100 ÷ 145                                                                                            | — | Выпущено около 100 шт. различных вариантов                                                           | |
| Aerobee 150 | «Аэроби»                                                                                             | Флаг США                                                                                             | Первая ступень                                                                                       | Порох                                                                                                | — | — | — | — | — | 265                                                                                                  | — | 55 — 91                                                                                              | 2150                                                                                                 | 325 ÷ 270                                                                                            | — | Да                                                                                                   | |
| Aerobee 150 | «Аэроби»                                                                                             | Флаг США                                                                                             | Вторая ступень                                                                                       | Азотная кислота + (анилин + спирт)                                                                   | ЖАД                                                                                                  | 800                                                                                                  | 53                                                                                                   | 6,37                                                                                                 | 0,38                                                                                                 | — | 500                                                                                                  | 55 — 91                                                                                              | 2150                                                                                                 | 325 ÷ 270                                                                                            | — | Да                                                                                                   | |
| Veronica AGI | «Вероника»                                                                                           | Флаг Франции                                                                                         | | Азотная кислота + керосин                                                                            | ЖАД                                                                                                  | 4000                                                                                                 | 32 ÷ 35                                                                                              | 6,0                                                                                                  | 0,55                                                                                                 | 1000                                                                                                 | 700                                                                                                  | 57                                                                                                   | 1400                                                                                                 | 120                                                                                                  | 240                                                                                                  | Опытные образцы                                                                                      | |
| Зенитные управляемые ракеты | | | | | | | | | | | | | | | | | |
| Wasserfall | «Вассерфаль»                                                                                         | Красный флаг, в центре которого находится белый круг с чёрной свастикой                              | | Азотная кислота + визоль                                                                             | Баллонная                                                                                            | 8000                                                                                                 | 40                                                                                                   | 7,835                                                                                                | 0,88                                                                                                 | 3800                                                                                                 | 1815                                                                                                 | 600 ÷ 100                                                                                            | 750                                                                                                  | 20                                                                                                   | 40                                                                                                   | Не была окончательно доведена                                                                        | |
| MIM-3 Nike Ajax | «Найк»                                                                                               | Флаг США                                                                                             | Первая ступень                                                                                       | Порох                                                                                                | — | — | — | 3,9                                                                                                  | — | 550                                                                                                  | — | до 140 кг                                                                                            | 670                                                                                                  | 18                                                                                                   | 30                                                                                                   | Да                                                                                                   | Состояла на вооружении в системе противовоздушной обороны США                                        |
| MIM-3 Nike Ajax | «Найк»                                                                                               | Флаг США                                                                                             | Вторая ступень                                                                                       | Азотная кислота + анилин                                                                             | Баллонная                                                                                            | 1180 (на высоте 3000 м)                                                                              | 35                                                                                                   | 6,1                                                                                                  | 0,300                                                                                                | 450                                                                                                  | 136                                                                                                  | до 140 кг                                                                                            | 670                                                                                                  | 18                                                                                                   | 30                                                                                                   | Да                                                                                                   | Состояла на вооружении в системе противовоздушной обороны США                                        |
| Matra SE 4100 | «Матра»                                                                                              | Флаг Франции                                                                                         | | — | Баллонная                                                                                            | 1250                                                                                                 | 14                                                                                                   | 4,6                                                                                                  | 0,400                                                                                                | 400                                                                                                  | 110                                                                                                  | — | 500                                                                                                  | 4,0                                                                                                  | — | Опытные образцы                                                                                      | |
| Oerlikon RSC-51 | «Эрликон»                                                                                            | Флаг Швейцарии                                                                                       | | Азотная кислота + керосин                                                                            | Баллонная                                                                                            | 500                                                                                                  | 52                                                                                                   | 4,88                                                                                                 | 0,37                                                                                                 | 250                                                                                                  | 130                                                                                                  | 20                                                                                                   | 750                                                                                                  | 15                                                                                                   | 20                                                                                                   | Да                                                                                                   | |
| Источник информации: Синярев Г. Б., Добровольский М. В. Жидкостные ракетные двигатели. Теория и проектирование. — 2-е изд. перераб. и доп. — М. : Гос. издательство оборонной промышленности, 1957. — С. 60—63 — 580 с. | | | | | | | | | | | | | | | | | |